# مقبرة جماعية

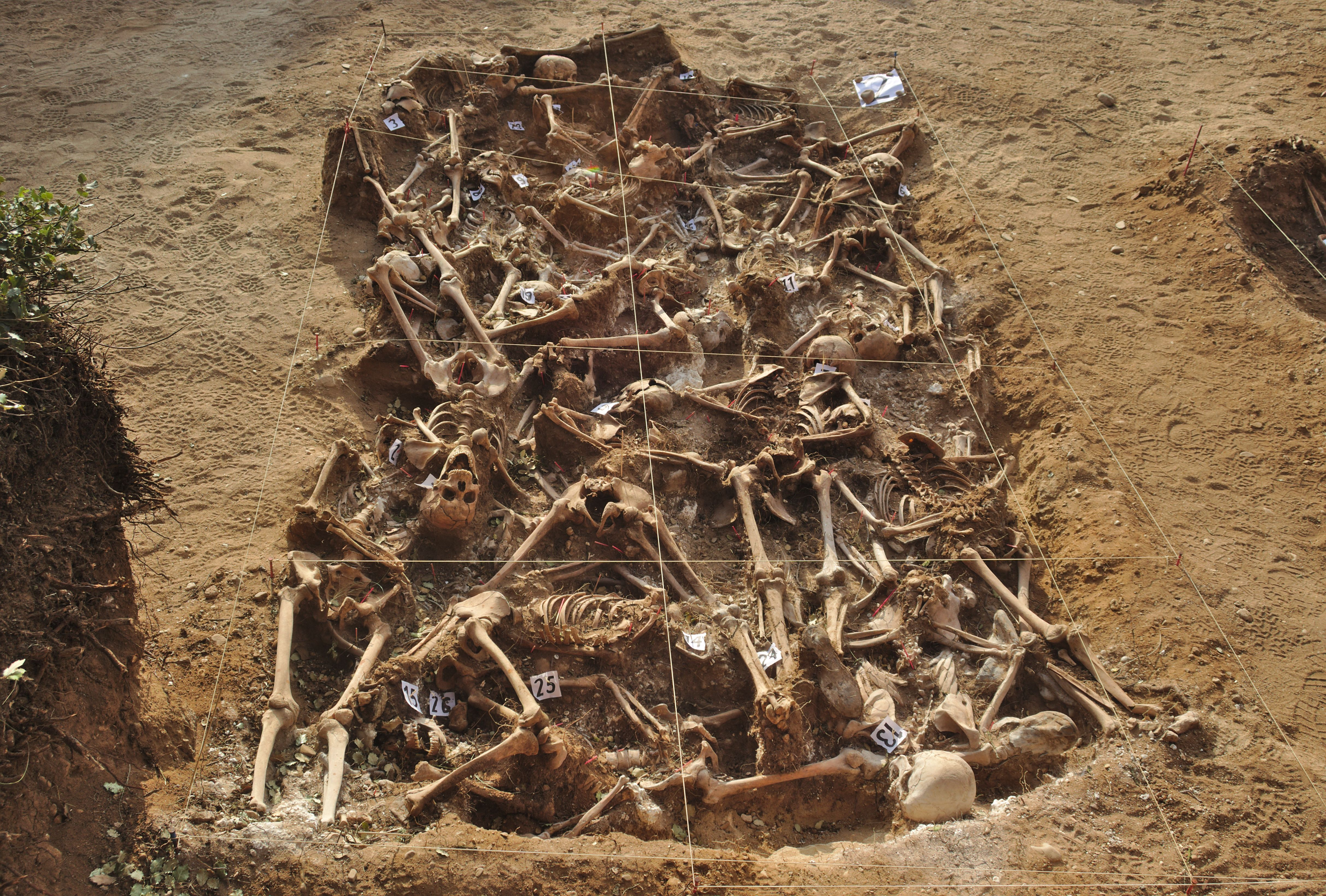
مقبرة جماعية تضم 26 ضحية من الحرب الأهلية الإسبانية في عام 1936، اكتشفت في عام 2014.

مقبرة جماعية هي مقبرة تحتوي على عدة جثث التي تكون غالبا لأشخاص غير معروفي الهوية، ولا يوجد عدد معين من الجثث لاعتبار المقبرة «مقبرة جماعية» إلا أن المقابر الجماعية غالبا ما ترتبط بجرائم الإبادة الجماعية، ولكنها قد ترتبط أيضا بالمجاعات أو الأوبئة أو الكوارث الطبيعية.
ومن الدول التي عثر فيها على مئات المقابر الجماعية هو العراق الذي بلغ عدد ضحايا تلك المقابر أكثر من ربع مليون شخص قتلوا خلال فترة حكم الرئيس العراقي الأسبق صدام حسين وقد عملت المفوضية العليا لحقوق الإنسان في العراق على توثيق هذا المقابر وقد قامت الدولة العراقية بسن قانون عبر مجلس النواب العراقي خاص بشؤون المقابر الجماعية في العراق

## حرب

### الغزو المغولي لروس كييف
تم اكتشاف مقبرة جماعية تحتوي على ما لا يقل عن 300 جثة لضحايا الغزو المغولي لروسيا كييف في عام 1238 ، أثناء التنقيب في عام 2005 ، في ياروسلافل ، روسيا.

### حرب الثلاثين عاما
كانت حرب الثلاثين عامًا بمثابة الصراع الديني الأكثر دموية في أوروبا. في معركة لوتزن ، قتل 47 جنديًا ودُفنوا في مقبرة جماعية. وجدت التحليلات الأثرية والعظمية أن الجنود تراوحت أعمارهم بين 15-50 سنة. وكان لدى معظم الجثث أدلة على إصابة الرأس بقوة حادة بينما أصيب سبعة رجال بطعنات.

### الحروب النابليونية
تم اكتشاف العديد من المقابر الجماعية التي كانت نتيجة معارك نابليون ، وتم حفر مقابر جماعية للتخلص السريع من الجنود والخيول المتوفين. غالبًا ما ينهب الجنود كمية كبيرة من الجثث قبل دفنها. بشكل عام ، تم حفر المقابر الجماعية من قبل الجنود أو أعضاء السلك اللوجستي. إذا لم تكن هذه متاحة ، ستترك الجثث لتتعفن أو ستحرق. تم العثور على مثل هذه الأمثلة منتشرة في جميع أنحاء أوروبا.,

### الغزو التركي لقبرص
تم العثور على العديد من المقابر الجماعية للقبارصة الأتراك واليونانيين في قبرص بعد غزو تركيا للجزيرة في عام 1974., في 3 أغسطس / آب ، أُعدم 14 مدنياً من القبارصة اليونانيين ودُفنوا في مقبرة جماعية. في إبتاكومي ، تم العثور على 12 من القبارصة اليونانيين في مقبرة جماعية أعدموا وأيديهم مقيدة. من ناحية أخرى ، خلال مذبحة المراثا وسانتالاريس وألودا ، سقط 126 من القبارصة الأتراك بينهم كبار السن والأطفال قتلهم منظمة إيوكا-ب ودفن سكان القرى الثلاث في مقابر جماعية بواسطة جرافة. سكان قريتي مارثا وسانتالاريس ، ما مجموعه 84 إلى 89 شخصًا ، دفنوا في نفس القبر. تم استخدام المقابر الجماعية لدفن ضحايا مذبحة توشني من القبارصة الأتراك أيضًا.

### الحرب الأهلية الليبية الثانية
الحرب الأهلية الليبية الثانية التي بدأت في عام 2014 هي حرب بالوكالة بين حكومة الوفاق الوطني المعترف بها من قبل الأمم المتحدة بقيادة فايز السراج والجيش الوطني الليبي لزعيم الميليشيا خليفة حفتر. في عام 2020 ، أطاحت حكومة الوفاق الوطني بقوات حفتر المدعوم من الإمارات وروسيا ، واستولت على ترهونة. عثرت حكومة الوفاق الوطني على مقابر جماعية في مزرعة هارودة بالبلدة التي كانت تحت سيطرة عناصر ميليشيات كانيات المتحالفين مع حفتر منذ عام 2019. وعلى مدى عقد من الزمان ، مارست ميليشيا كانيات معاملة وحشية وقتلت أكثر من ألف مدني ، حيث قُتل نحو 650 شخصًا. خلال 14 شهرًا في ظل قوات حفتر المدعومة من الإمارات. وحفر موظفون حكوميون آلاف الثقوب حيث انتشلت 120 جثة. استخدمت العائلات البقايا المكتشفة للتعرف على الأعضاء المفقودين وتم المطالبة بـ 59 جثة فقط. أفاد ناجون أن ميليشيا الكانيات المتحالفة مع حفتر المدعوم من الإمارات قامت بتعذيبهم أو صعقهم بالكهرباء. كما أفاد الكثيرون عن تعرضهم للضرب على أيدي الميليشيات.